# Szomáli gyurgyalag
A szomáli gyurgyalag (Merops revoilii) a madarak osztályának a szalakótaalakúak (Coraciiformes) rendjéhez, ezen belül a gyurgyalagfélék (Meropidae) családjához tartozó faj.

## Rendszerezése
A fajt Emile Oustalet francia ornitológus írta le 1882-ben.

## Előfordulása
Kelet-Afrikában, Etiópia, Kenya, Szaúd-Arábia, Szomália és Tanzánia területén honos. A természetes élőhelye szubtrópusi és trópusi száraz legelők, szavannák, cserjések, sivatagok és tenger parti homokdűnék, valamint szántóföldek. Állandó, nem vonuló faj.

## Megjelenése
Testhossza 16–18 centiméter, testtömege 12–15 gramm.

## Életmódja
Repülő rovarokkal táplálkozik.

## Természetvédelmi helyzete
Az elterjedési területe rendkívül nagy, egyedszáma pedig növekvő. A Természetvédelmi Világszövetség Vörös listáján nem fenyegetett fajként szerepel.